# Silent Storm
„Silent Storm“ е песен на норвежкия певец Карл Еспен, с която ще представи страната си на песенния конкурс „Евровизия 2014“ в Копенхаген. Автори на песента са братовчедката на певеца Йозефин Уинтер (музика и текст) и Магнус Скилстад (явяващ се продуцент и аранжор).
Представена е на третия полуфинал на националната селекция, провел се на 9 март 2014 година. Печели селекцията на 15 март 2014 година с общо 53 712 гласа на т.нар. „суперфинал“.

## Описание на песента
В официалния уебсайт на певеца се открива следното описание на песента:
| „ | „Silent Storm“ е емоционална, деликатна и силна балада за откриване на мястото в живота на човек. Песента се опитва да опише чувството, което те застига след като си поживял и си осъзнал, че не си на мястото, на което си се надявал да бъдеш. Че не си открил мястото, на което принадлежиш. Някои хора изразяват чувствата си, а други ги пазят в себе си. Ако пробваш просто да заживееш с тях и да ги държиш заключени в теб, може да се почувстваш сякаш в теб има тиха буря. Оттук идва и името на песента. | “ |